# Nikola Jović
Nikola Jović (in serbo Никола Јовић?; Leicester, 9 giugno 2003) è un cestista serbo.

## Inizi e giovanili
Nato a Leicester in quanto il padre, anch'egli cestista, giocava in Inghilterra, a nove anni si trasferisce a Belgrado. Cresce giocando a pallanuoto per il VK Partizan e a pallacanestro con il KK Sava. Jovic si unisce alle giovanili del Mega nel 2018. Nel 2021, all'Euroleague Basketball Next Generation Tournament di Belgrado tiene le medie di 29,3 punti, 10,3 rimbalzi, 4,5 assist e 1,8 stoppate, tirando con il 66% dal campo e vincendo l'MVP della manifestazione.

## Carriera
Jovic debutta con la prima squadra del Mega nel febbraio 2021 nella Coppa Korać 2021. Il 19 marzo esordisce anche in ABA Liga, mettendo a segno 10 punti e 9 rimbalzi nella sconfitta contro lo Split. Il 10 giugno firma il suo primo contratto da professionista con il Mega.
Il 24 giugno 2022 viene draftato dai Miami Heat con la 27ª scelta.

## Nazionale
Con la Nazionale serba under-19 ha giocato i Mondiali 2021 di categoria, conclusi al quarto posto, venendo incluso fra i cinque migliori giocatori della manifestazione.

## Statistiche

### NBA

#### Regular Season
| Anno      | Squadra    | PG  | PT | MP   | TC%  | 3P%  | TL%  | RP  | AP  | PRP | SP  | PP   |
| --------- | ---------- | --- | -- | ---- | ---- | ---- | ---- | --- | --- | --- | --- | ---- |
| 2022-2023 | Miami Heat | 15  | 8  | 13,6 | 40,6 | 22,9 | 94,7 | 2,1 | 0,7 | 0,5 | 0,1 | 5,5  |
| 2023-2024 | Miami Heat | 46  | 38 | 19,5 | 45,2 | 39,9 | 70,2 | 4,2 | 2,0 | 0,5 | 0,3 | 7,7  |
| 2024-2025 | Miami Heat | 46  | 10 | 25,1 | 45,6 | 37,1 | 82,8 | 3,9 | 2,8 | 0,8 | 0,3 | 10,7 |
| Carriera  | Carriera   | 107 | 56 | 21,1 | 45,0 | 37,0 | 80,4 | 3,8 | 2,2 | 0,7 | 0,3 | 8,7  |

#### Play-off
| Anno     | Squadra    | PG | PT | MP   | TC%  | 3P%  | TL%  | RP  | AP  | PRP | SP  | PP  |
| -------- | ---------- | -- | -- | ---- | ---- | ---- | ---- | --- | --- | --- | --- | --- |
| 2023     | Miami Heat | 7  | 0  | 1,9  | 25,0 | 0,0  | -    | 0,7 | 0,0 | 0,0 | 0,0 | 0,3 |
| 2024     | Miami Heat | 5  | 5  | 25,6 | 44,4 | 40,9 | 85,7 | 6,6 | 2,2 | 1,0 | 0,6 | 9,4 |
| 2025     | Miami Heat | 4  | 0  | 18,8 | 37,1 | 25,0 | 100  | 4,0 | 1,5 | 0,8 | 0,3 | 9,5 |
| Carriera | Carriera   | 16 | 5  | 13,5 | 40,0 | 31,3 | 92,3 | 3,4 | 1,1 | 0,5 | 0,3 | 5,4 |

#### Massimi in carriera
- Massimo di punti: 18 vs Washington Wizards (18 novembre 2022)[10]
- Massimo di rimbalzi: 11 vs Minnesota Timberwolves (28 ottobre 2023)
- Massimo di assist: 5 vs Cleveland Cavaliers (20 novembre 2022)
- Massimo di palle rubate: 1 (8 volte)
- Massimo di stoppate: 1 (2 volte)
- Massimo di minuti giocati: 32 vs Cleveland Cavaliers (20 novembre 2022)

### G League
| Anno      | Squadra           | PG | PT | MP   | TC%  | 3P%  | TL%  | RP  | AP  | PRP | SP  | PP   |
| --------- | ----------------- | -- | -- | ---- | ---- | ---- | ---- | --- | --- | --- | --- | ---- |
| 2022-2023 | S. Falls Skyforce | 12 | 6  | 25,6 | 36,5 | 24,6 | 75,0 | 6,5 | 3,3 | 0,8 | 0,7 | 10,3 |
| 2023-2024 | S. Falls Skyforce | 7  | 7  | 33,5 | 35,1 | 23,3 | 80,8 | 7,0 | 3,6 | 0,3 | 0,6 | 16,4 |
| Carriera  | Carriera          | 19 | 13 | 28,5 | 35,9 | 24,0 | 78,3 | 6,7 | 3,4 | 0,6 | 0,6 | 12,6 |

## Palmarès

### Squadra
- Juniorska ABA Liga: 2

Mega Basket: 2020-21, 2021-22

### Nazionale
- Mondiali:

 Filippine 2023

### Individuale
- Quintetto ideale della Juniorska ABA Liga: 2

Mega Basket: 2020-21, 2021-22
- Miglior prospetto della Lega Adriatica: 1

Mega Basket: 2021-2022
- FIBA Under-19 World Cup All-Star 5 (2021)